# Architecture classique en France
 (décembre 2016).
Si vous disposez d'ouvrages ou d'articles de référence ou si vous connaissez des sites web de qualité traitant du thème abordé ici, merci de compléter l'article en donnant les références utiles à sa vérifiabilité et en les liant à la section « Notes et références ».

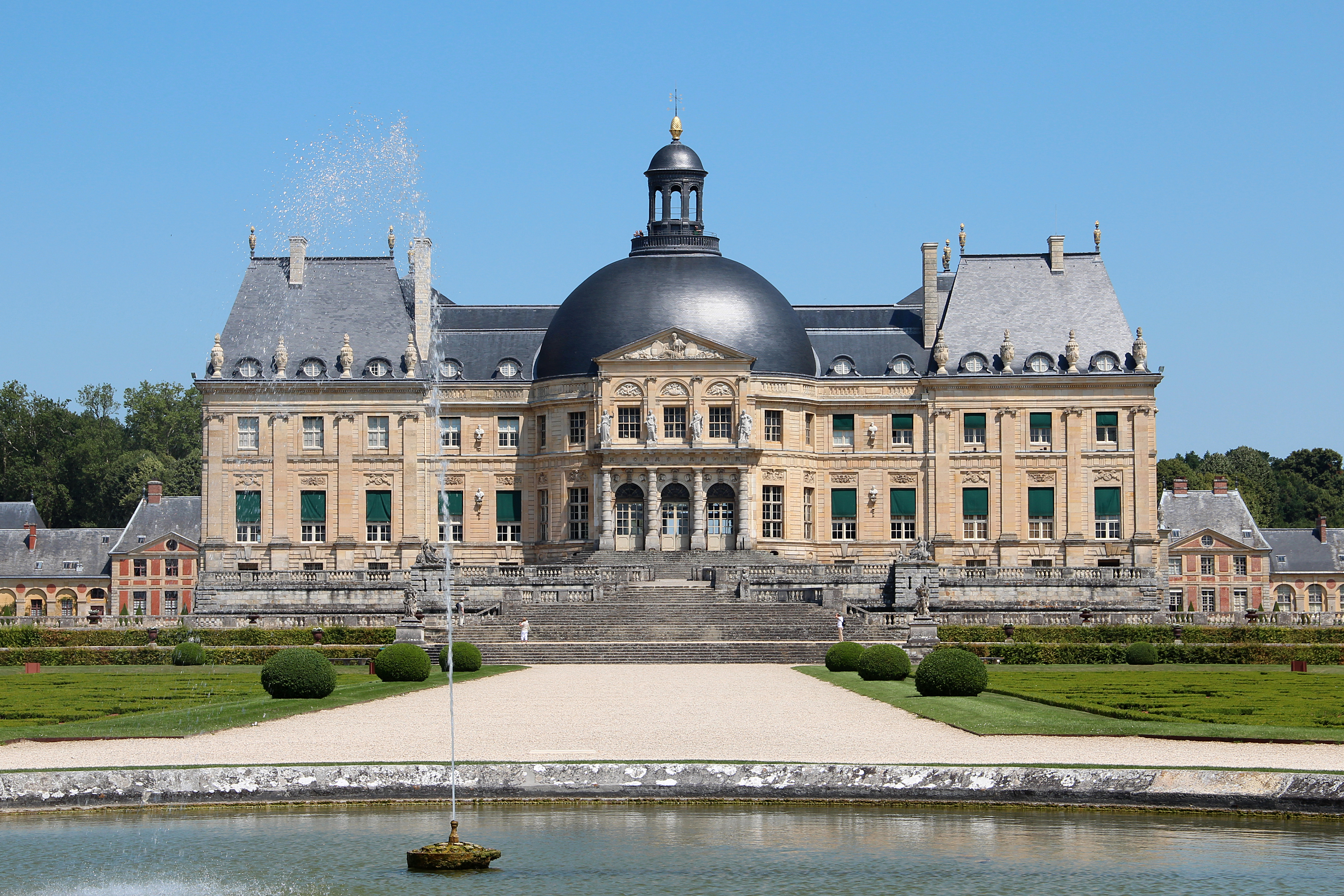
Château de Vaux-le-Vicomte (1656-1661).

L’architecture classique française reprend des éléments de l'architecture antique. Elle est développée à la  gloire de Louis XIV puis rayonne dans toute l’Europe. Cette architecture devient à l’étranger le reflet de la puissance du roi de France.
L’esthétique de cette architecture se rapproche des canons grecs et romains, reconnus comme des références idéales. Elle puise également ses origines des éléments de la Renaissance.
L’architecture classique se caractérise par une étude rationnelle des proportions héritées de l’Antiquité et par la recherche de compositions symétriques. Les lignes nobles et simples sont recherchées, ainsi que l’équilibre et la sobriété du décor, le but étant que les détails répondent à l’ensemble. Elle représente un idéal d’ordre et de raison.
L’influence des châteaux tels que ceux de Versailles, Grand Trianon, Vaux-le-Vicomte est à l’origine du rayonnement de cette architecture à l’étranger.

## Évolution du classicisme architectural
À la fin du XVIe et au début du XVIIe siècle, l’architecture se situe en continuité avec le siècle précédent. L’influence étrangère, notamment italienne, n’est pas négligeable. Cependant, on remarque le retour de la tradition française par l’utilisation de brique, de pierre, d’ardoise ou de pierre rouge. Au fur et à mesure, la pierre sera préférée aux autres matériaux, étant considérée comme plus noble.
Des architectes tels que Pierre Lescot et Philibert Delorme posent les bases de cette architecture classique, faisant une synthèse originale entre les modèles de la péninsule italienne (issus de la Renaissance) et ceux de l’architecture nationale. Ce sont ces modèles artistiques qui fixent les canons architecturaux pour au moins 200 ans, ce classicisme va tenir à distance le maniérisme italien. C’est une limite et une originalité supplémentaire de la Renaissance française.

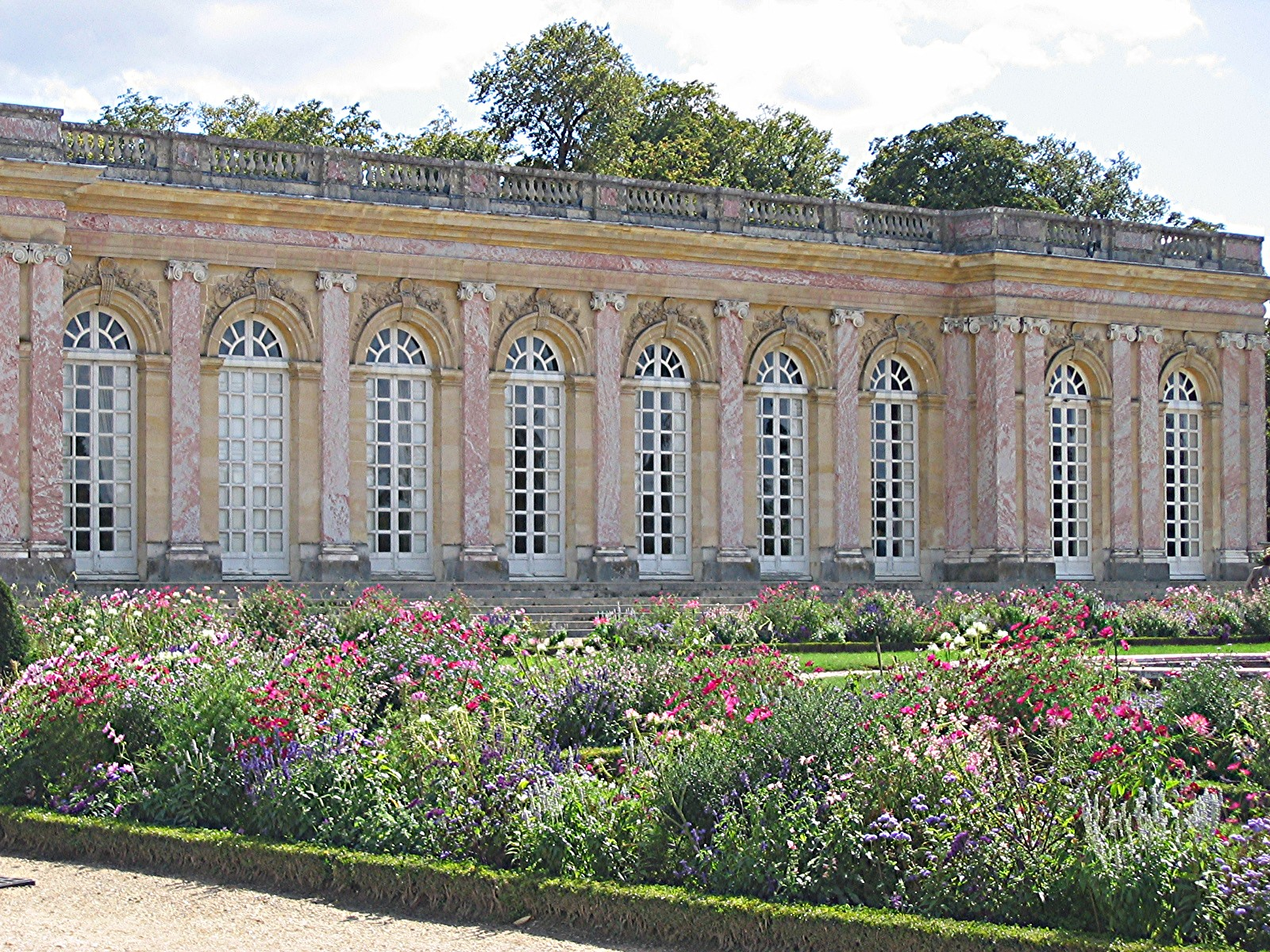
Le Grand Trianon, parc de Versailles.

Au début du XVIIe siècle, des divisions géométriques claires et harmonieuses se remarquent déjà sur les places royales : par exemple, la place des Vosges (ou place royale) à Paris : carrée, fermée, champs clos pour les carrousels, bordée d’arcades. Cette place est le symbole de l’apparition de la conciliation de la logique, de l’utilité, de la simplicité et du plaisant en architecture : la conception rationnelle s’impose comme base du classique. Le classicisme se remarque aussi à Saint-Germain-en-Laye, à Fontainebleau ou au palais du Louvre durant le règne d'Henri IV.
Cependant, deux initiateurs du classicisme se démarquent :
- Salomon de Brosse (1565-1628) est l’initiateur du classicisme. Il imagine un château isolé fait pour être vu de tous côtés, tout est symétrique. Il s’illustre par le dessin, par exemple, du parlement de Bretagne à Rennes en 1618, frappant par le raffinement et la clarté du décor. Il entreprend de même, sur les ordres de Marie de Médicis qui voulait un château sur le modèle du palais Pitti de Florence, le Palais du Luxembourg;
- François Mansart (1598-1661), autre initiateur du style classique, s’illustra quant à lui par la création des châteaux de Berny, de Balleroy, ou de Maisons, où se ressent encore l’influence maniériste (style raffiné, sophistiqué et irréaliste, qui tente de s'affranchir des règles classiques et marque la transition entre les styles Renaissance et baroque), mais où règnent tout de même la clarté et l’ordre classiques.

## Architecture classique religieuse

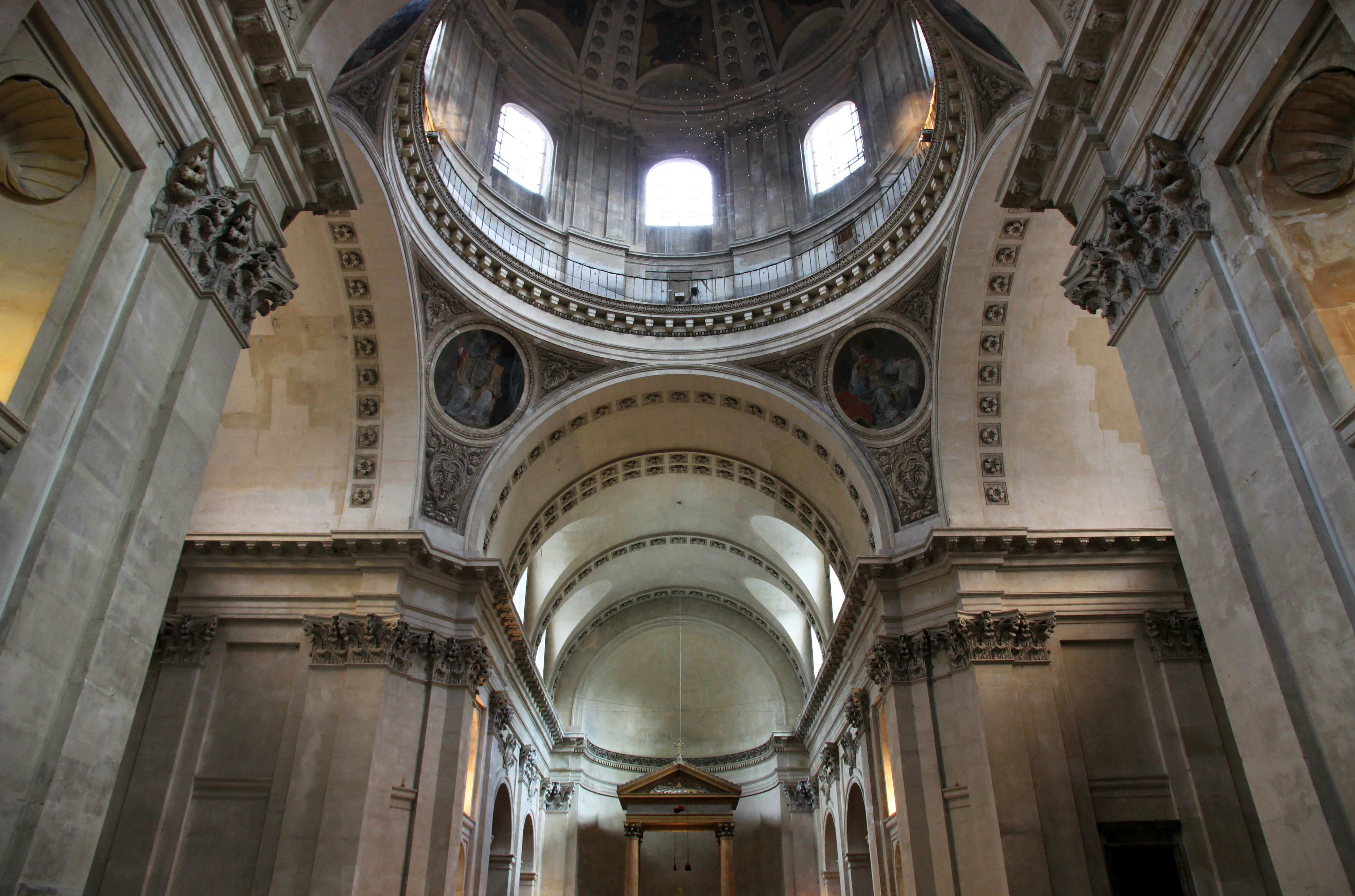
Intérieur de la nef de la chapelle de la Sorbonne à Paris.

Au niveau de l’architecture religieuse, la rupture paraît plus nette. Le but semblerait être de réunir la façade et le dôme du bâtiment pour donner l’impression au spectateur qu’ils forment un tout. L’exemple le plus frappant du classicisme dans l’architecture religieuse est la chapelle de la Sorbonne de Jacques Lemercier, construite en 1629, qui témoigne d’un classicisme évident puisque son dôme domine de larges mansardes.

## Architecture classique profane
Jules Hardouin-Mansart est l’architecte d’une grande partie du château de Versailles. Il reprit les plans dessinés initialement par Louis Le Vau, architecte de renom qui construisit le château de Vaux-le-Vicomte pour Nicolas Fouquet en 1656. Le château de Versailles, tributaire du baroque dans sa décoration, reste néanmoins classique dans les grandes lignes. Il témoigne du goût typiquement français pour les grandes masses harmonieusement équilibrées ainsi que de l’importance de la rigueur antique.
Louis Le Vau prévoit initialement de prolonger les deux ailes des communs surélevées et reliées à l’ancien château par deux pavillons symétriques. Il veut de même élever un bâtiment sur le parc, dont les fenêtres rectangulaires sont séparées par des pilastres d'ordre ionique (style architectural grec de la province de l’Ionie, reconnaissable à ses colonnes au chapiteau orné de deux volutes). Aux deux extrémités du bâtiment, il prévoit deux avant-corps (parties du bâtiment en saillie sur la façade) ornés de quatre colonnes et de niches qui abritent des statues. Au centre se trouve une terrasse. On dénote des influences antiques avec la présence de pilastres et de colonnes, ainsi que dans les formes géométriques de la terrasse et des fenêtres.
Jules Hardouin-Mansart remplace la terrasse centrale par une nouvelle façade qui correspond à la grande galerie avec un avant-corps central orné de six colonnes qui imite les pavillons d’angle de Le Vau. Il remplace les fenêtres rectangulaires par des baies (ouverture pratiquée dans un mur) cintrées qui apporteront plus de lumière. De part et d’autre de ce centre il crée deux ailes qui ont à l’intérieur des cours et des galeries bordées d’arcades.
La façade vers la ville, celle de Louis XIII, au fond de la cour de marbre, est maintenue mais enrichie pour créer l’unité chère à la sensibilité classique. De même, l’architecte prévoit trois cours qui montent vers le château et dont les côtés sont de plus en plus rapprochés, comme pour mieux accueillir le visiteur : on retrouve l’intimité classique dans cette volonté.
Créateur du jardin à la française, André Le Nôtre — fils et petit-fils de jardinier — fut l'artisan de l'aménagement des jardins du château de Versailles à partir de 1662. S'appuyant sur une organisation symétrique des espaces. Il mit en place des terrasses et de grandes allées convergeant vers la façade occidentale de la demeure royale. Le parc, d'une superficie de près de 100 ha, fut doté de parterres, de haies savamment taillées et de bosquets. L'harmonie de ces agencements fut magnifiée par la mise en place de bassins (bassin d'Apollon) et de jeux d'eau ainsi que par l'érection de nombreuses statues.